# Advent
Advent (z lat. adventus = příchod) je začátek liturgického roku, období čtyř neděl před 25. prosincem. Je to doba radostného očekávání příchodu Spasitele, duchovní přípravy na Vánoce, doba rozjímání a dobročinnosti. Dříve byla doba adventní zároveň dobou postu, kdy byly zakázány zábavy, svatby a hodování.[zdroj?]
V západní tradici je advent také dobou zklidnění. Odpovídalo to životnímu stylu našich předků, jejichž přirozeným rytmem byla intenzivní práce v době od jara do podzimu, kdy bylo nutné zvládnout veškeré zemědělské práce, a odpočinek v zimě, kdy se vykonávaly domácí práce jako draní peří, šití, pletení, předení, tkaní, apod.
Česká hudební tradice se může pochlubit výjimečným počtem kvalitních adventních písní. Uplatňují se zejména při jitřních mariánských mších zvaných roráty.

## Dějiny adventu v Západní církvi

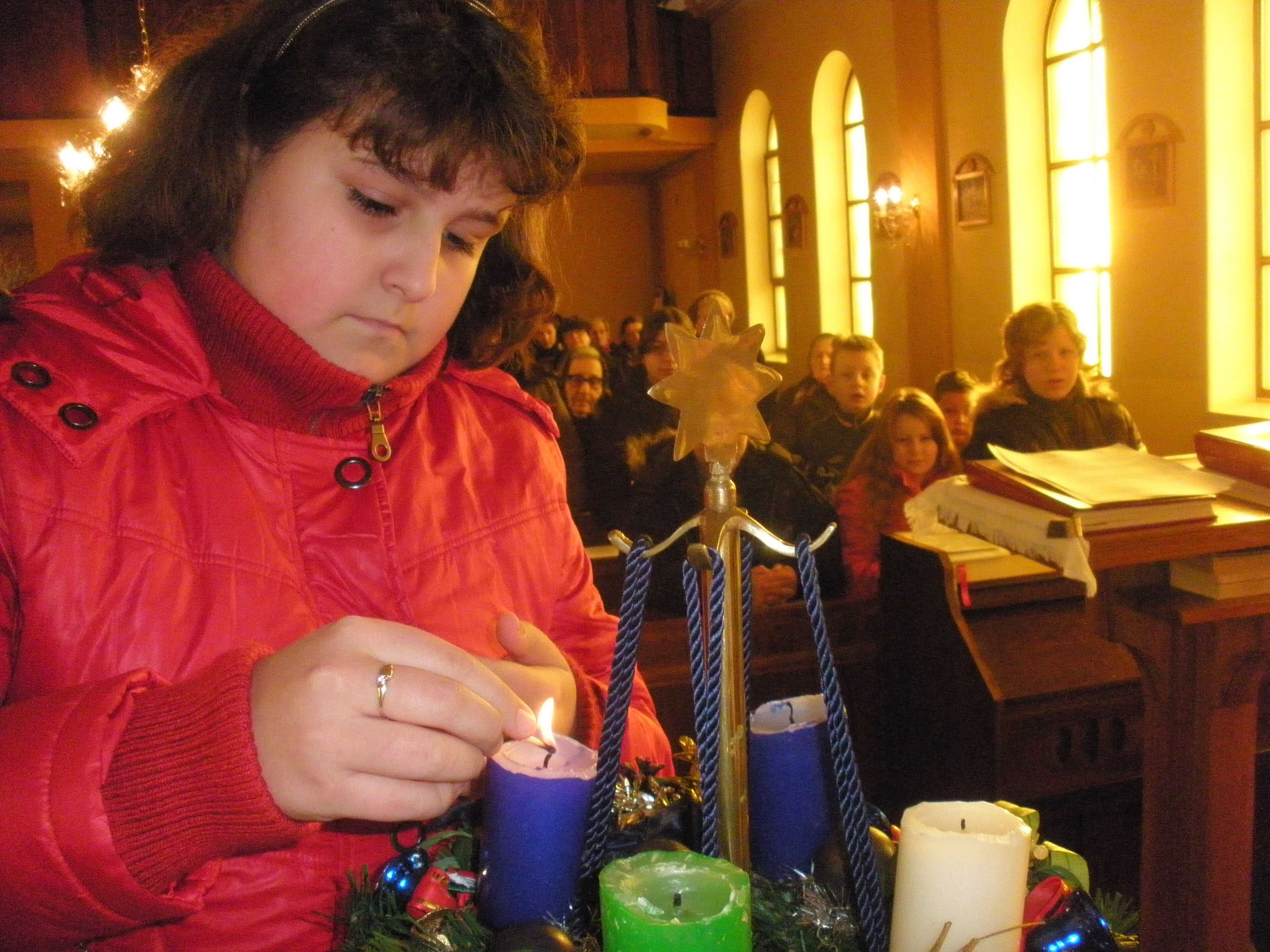
Adventní věnec je symbolem nového liturgického roku a přípravou na Vánoce; Vojvodina

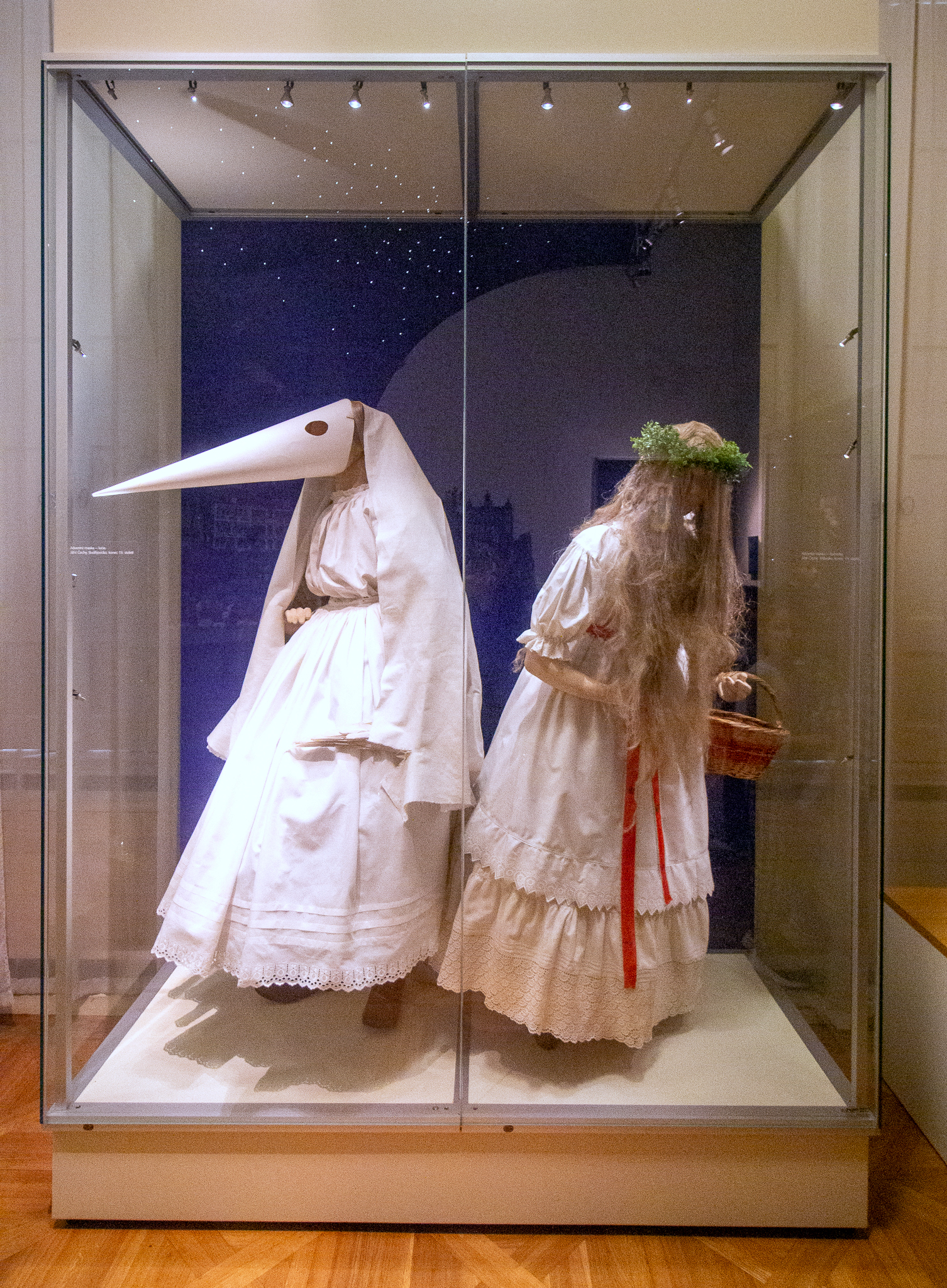
Alegorické masky Lucie (vlevo) a Barbora. (Národopisné muzeum v Praze).

Stopy adventní liturgie lze nalézt již v polovině 5. století v Ravenně. Teprve v polovině 6. století se objevuje také v Římě. V obou případech byl advent chápán jako příprava na slavení Narození Páně. Naproti tomu v Galii vlivem iroskotských misionářů (Kolumbán mladší) získala adventní doba postní ráz a byla chápána jako kající příprava na druhý příchod Kristův na konci času. Z adventní mše bylo vypuštěno Gloria a užívala se postní fialová barva mešních rouch. Něco z těchto postních obyčejů proniklo ve 12. století i do římské liturgie; především už zmíněné vynechání Gloria a liturgická barva. Postní ráz adventu se však v Římě neprosadil.
Západní církev slavila různý počet (4 až 6) adventních nedělí. Papež Řehoř Veliký stanovil čtyři adventní neděle. Přestože francký král Pipin III. stejně, jako jeho syn Karel Veliký, nařídili v celé říši dodržovat papežovo ustanovení, čtyři neděle se prosazovaly jen velmi zvolna. Zdá se, že teprve v 10.–11. století se čtyřtýdenní advent ujal v celém galskofranckém prostoru. Ambroziánský ritus Milánské arcidiecéze slaví šest adventních nedělí doposud.
U pravoslavných trvá advent od 15. listopadu (tj. 28. listopadu podle přepočtu juliánského kalendáře na kalendář gregoriánský) do samotného dne svátku, který má pevné datum a připadá na 25. prosince (7. ledna v přepočtu). 

## Advent v církevním kalendáři
Advent je prvním obdobím církevního (liturgického) roku. Délka adventního období je vymezena čtyřmi adventními nedělemi, přičemž čtvrtá adventní neděle předchází Slavnosti Narození Páně (25. prosince). První adventní neděle, kterou období začíná, tedy připadá na některý z dnů v rozmezí 27. listopadu – 3. prosince. Čtvrtá adventní neděle naopak může připadnout na 24. prosince. Vánoční doba, která na advent navazuje, začíná po západu slunce Štědrého večera.
Významnými dny adventu jsou v liturgickém kalendáři mimo neděle svátky sv. Barbory (4. prosince), sv. Mikuláše (6. prosince), Slavnost Neposkvrněného početí Panny Marie (8. prosince) a svátek sv. Lucie (13. prosince).
V adventním období si křesťané připomínají dva příchody Ježíše Krista. Tomu druhému (na konci časů) věnují první část adventní doby do 16. prosince (zaměření liturgie i biblických textů k tzv. Poslednímu soudu, připomínka důstojnosti člověka a jeho povolání k péči o svět a dobro všech lidí). Druhá část adventu je zaměřena na bezprostřední přípravu na narození Ježíše Krista (první příchod). Změnu rázu adventní doby podtrhuje i třetí adventní neděle, nazývaná Gaudete (radostná).
Označení adventních nedělí jako železná, bronzová, stříbrná a zlatá má původ v obchodním ruchu před Vánoci a s církevním rokem nebo tradicí nemá žádnou souvislost.

## Adventní tradice
S adventním obdobím je spojena celá řada lidových i moderních tradic.
Tradičním symbolem adventu je od 19. století adventní věnec, který má v různých oblastech různou podobu, v České republice (a v katolických zemích) nejčastěji se čtyřmi svíčkami, z nichž tři jsou fialové (modré) a jedna růžová. Fialová (modrá) barva symbolizuje pokání, ztišení a čekání. Tradice zapalování svíček na věncích přímo vychází ze židovské tradice zapalování osmi svící o svátcích zvaných Chanuka.[zdroj?]
Dříve byly věnce zavěšovány na stuhách, v poslední době jsou především kladeny na stůl. Zapalování stále většího počtu svící vyjadřuje stupňující se očekávání a radost[zdroj?]:
1. Na první adventní neděli zapalujeme první fialovou svíčku, tzv. svíci proroků. Tato svíčka je památkou na proroky, kteří předpověděli narození Ježíše Krista.
2. Na druhou adventní neděli zapalujeme druhou fialovou svíčku, tzv. betlémskou, která reprezentuje lásku a představuje Ježíškovy jesličky.
3. Na třetí adventní neděli zapalujeme růžovou svíci, tzv. pastýřskou, která vyjadřuje radost z toho, že postní období je téměř u konce a adventní období získává slavnostnější ráz.
4. Na čtvrtou adventní neděli zapalujeme poslední fialovou svíčku, tzv. andělskou, která představuje mír a pokoj. Čtvrtá adventní neděle může připadnout na Štědrý den.

Kromě adventních věnců se vily i prosté věnce bez svící z různých rostlin, které měly symbolický význam. Většinou měly zajistit svému majiteli štěstí, lásku, zdraví a bohatství. Samotný adventní věnec se v dnešní době svojí podobou vzdálil od podoby původní, stále má ale vyjadřovat zastavení, radost a očekávání. V kostele bývala pod adventním věncem umístěna kasička, do které mohli věřící vkládat vánoční dary pro opuštěné děti a sirotky.
Na svátek sv. Barbory, tzn. 4. prosince, se vžila tradice řezání „barborek“, tj. větviček jakýchkoli stromů a keřů, které mohou do Vánoc rozkvést, nejčastěji třešňových, ale i z jiných ovocných stromů, kaštanu, dřínu apod. „Barborka“, která rozkvetla o Vánocích, přinášela do domu štěstí a děvčatům na vdávání předpovídala svatbu. I svatá Barbora přinášela v předvečer svého svátku dárky, podobně jako svatý Mikuláš odměňovala hodné a kárala zlobivé děti.
V předvečer svátku sv. Mikuláše podle tradice obchází sv. Mikuláš ve společnosti anděla a čerta rodiny s dětmi, děti jsou tázány, zda jsou hodné, mohou přednést básničku nebo zazpívat písničku. Hodné děti dostávají sladkosti, v poslední době stále častěji i věcné dárky, zlobivé děti pouze uhlí, brambory a jiné produkty, které symbolizují původ dárku „od čerta“. V některých rodinách Mikuláš děti nenavštěvuje, pouze rozdává dárky za okno apod. Tento svátek má původ jednak v osobnosti sv. Mikuláše, který proslul svojí štědrostí k potřebným, jednak v různých legendách, zejména O muži a jeho třech dcerách, ve které anonymní finanční dar nadělený rodině v hmotné nouzi pomohl zachránit dcery před nešťastným osudem a umožnil jim sňatek podle jejich představ.
V době adventu si lidé rádi zdobí svoje domovy jmelím, které má podle tradice přinášet štěstí a požehnání do domu, podle Keltů také plodnost. Políbení pod větvičkou jmelí má zajistit vzájemnou lásku až do příštích Vánoc. V zemích s keltskou tradicí se k adventní a vánoční výzdobě používá také cesmína a břečťan, které mají chránit domov před čarodějnicemi a zlými duchy.
Adventní doba je také časem, který zhruba odpovídá době, kterou potřebují tradiční medové perníčky ke změknutí. Jejich pečení má v českých zemích tradici pravděpodobně od 12. století. Kromě jejich přímé konzumace a použití k ozdobení vánočního stromku je také možné připravit perníkový adventní věnec, perníkový betlém nebo perníkovou chaloupku, která dělá radost hlavně dětem.
V této době se připravuje také vánoční cukroví, které má svůj původ v pohanské tradici oslav slunovratu, kdy mělo funkci ochrannou a obřadní. To se postupně přeměnilo v cukroví slavnostní. Pečení cukroví je významné pro rodinný život, umožňuje rodině strávit čas spolu v pohodlí a klidu domova, navozuje příjemnou atmosféru díky aromatickým kořením a dodává domovu nádech blížících se Vánoc. V mnoha rodinách si během pečení cukroví zpívají nebo poslouchají vánoční koledy.
V dnešní době si zejména děti od začátku prosince otevírají adventní kalendář, který jim připomíná, že Vánoce se blíží a i ony musí svým způsobem dodržovat půst – být „hodné“, aby jim Ježíšek přinesl dárky.
Další moderní tradicí je výzdoba domovů červeně kvetoucím pryšcem nádherným, nazývaným Vánoční hvězda.
Na samém sklonku adventu si lidé staví betlémy (jesličky) po vzoru sv. Františka z Assisi, pečou vánočky, zdobí vánoční stromky a upravují mísy s ovocem. Jesličky mají větší význam v některých evropských zemích, např. v Itálii, kde se nezdobí vánoční stromek a jesličky jsou tedy jediným symbolem Vánoc. V České republice se staví především v rodinách věřících, v upomínku významu a původu Vánoc.
Vánočky dříve pekli mistři pekaři. Do nich se zapékala mince, která předpovídala svému nálezci zdraví a bohatství po celý příští rok. Popraskaná a nepovedená vánočka znamenala neštěstí.
Mísa s ovocem je hlubokým symbolem, který je nevědomky dodržován dodnes. Má symbolizovat tichou modlitbu za dobrou úrodu a víru, že nadcházející rok přinese stejný blahobyt jako ten minulý. Kromě čerstvého ovoce (tradičních českých jablek a hrušek) obsahovala často i sušené ovoce a ořechy. Ve druhé polovině dvacátého století se pozornost soustředila na citrusové plody a banány. Jejich nedostatek, v době plánovaného hospodářství zcela běžný, byl vnímán velice negativně. V dnešní době se lidé rádi vracejí k tradiční podobě mísy s ovocem, která je zároveň velmi dekorativní, vzhledem k dnešním možnostem lze ale naklást na misku téměř jakékoli tropické plody a neobvyklé pochutiny k vyjádření Vánoc jako svátků hojnosti.
Vánoční stromek má svůj původ ve zdobení lidských obydlí chvojím na ochranu před vším zlým. Větve jehličnanů se staly symbolem věčného života. První stromky byly údajně zavěšovány za špičku ke stropu, později byly zavěšovány i špičkou dolů. K jejich zdobení se používalo pečivo, perníky, ovoce, ořechy, později stuhy, kraslice, slaměné ozdoby apod. Svíčky se ke zdobení údajně používají od roku 1860. Tato tradice se považuje hlavně za křesťanský zvyk.
Od roku 1986 se v předvánoční době zapaluje v Betlémské jeskyni plamínek, který je pak skauty a dobrovolníky rozšiřován do světa jako Betlémské světlo.

### Česko
V české lidové kultuře byl advent označován také jako „drsné noci“, dny mezi svátkem svaté Lucie a Štědrým dnem se také nazývaly „černá zima“. V předkřesťanských dobách byla tato část roku spojována s působením zlovolných sil a tato víra se zachovala i pozdějším lidovém prostředí, kde se navíc přidalo dodržování půstu, rozdávání almužen a čekání na Kristovo narození. Očekávalo se, že lidé se zřeknou zábav, tance a zpěvu, což ale bylo do určité míry porušováno různými adventními zvyky.
Pro adventní období jsou typické obchůzky rozličných maskovaných postav. Nejznámější je Mikuláš, ale k dalším patří například Žber a Ambrož a mnoho ženských postav, označovaných souhrnně jako středozimky, jako jsou lucky, barborky, Perchta nebo Brůna. Tyto bytosti mají často ambivalentní charakter, mohou tedy pomáhat a škodit, a často kontrolují zda děti nezlobí, zda je dodržován půst a zda je v domácnostech uklizeno. Na počátku 21. století byl z těchto postav široce rozšířen jen Mikuláš.
K dalším českým adventním zvykům patří:
- svatoondřejské věštění, především týkající se hádání ženicha.[4]
- řezání třešňových větviček, „barborek“, užívaných k ozdobě i věštění, což je zvyk známý z německy mluvících zemí.[4]
- mikulášské trhy, na které se peklo zvláštní pečivo.[4]
- přástky, tedy společné předení lnu a konopí, draní peří[5]
- velký úklid, pečení a další praktické přípravy na Vánoce.[5]
- stavění betlémů.[5]
- výroba adventního věnce a zdobení vánočního stromku, což jsou však zvyky které do české kultury pronikaly až v druhé polovině 19. století.[5]